# Froschschnecken
Die Froschschnecken oder Taschenschnecken (Bursidae) sind eine eher kleine Familie mittelgroßer bis großer, räuberischer mariner Schnecken. Die Froschschnecken sind im Indopazifik, Atlantik, der Karibik und im Mittelmeer verbreitet, meist auf Korallenriffen oder Felsen in seichten tropischen Gewässern und nur selten auf sandigen Untergründen in tieferen Gewässern des Kontinentalschelfs.

## Merkmale
Die dickwandigen, eiförmigen bis etwas länglichen Gehäuse der Froschschnecken sind grob skulpturiert und ähneln damit den Häusern der Tritonschnecken. An den Schnittstellen der Spiralrippen und der axialen Skulpturierung treten kräftige knotige Muster mit mehr oder weniger runden Knoten auf. Auf die warzige Oberfläche wird der Trivialname „Froschschnecken“ zurückgeführt. Die äußere, warzige Lippe der Gehäusemündung ist erweitert und an mehreren Stellen umgeschlagen, so dass der Eindruck eines innen gezahnten Mündungsrandes entsteht. Die innere Lippe ist kallös und an mehreren Stellen quer umgeschlagen. Die Häuser haben einen wohl entwickelten vorderen und hinteren Kanal. Der vorn befindliche Siphonalkanal ist meist kurz, der Analkanal ein tiefer Einschnitt. Die kräftigen axialen Varicen stehen oft in zwei kontinuierlichen Reihen pro Umgang, die beiderseits der Schale nach unten verlaufen. Der Kern des hornigen Operculums befindet sich etwa am vorderen Ende oder am mittleren inneren Rand. Das Periostracum ist entweder nur dünn oder fehlt ganz.
Die bandförmige Radula hat in jeder Zahnreihe 7 Zähne: einen Zentralzahn und jederseits je einen Lateralzahn und zwei Marginalzähne. Der Zentralzahn ist sattelförmig mit langen Basalgliedern, die auf der Stirnseite einen spitzen Vorsprung aufweisen.
Die Augen befinden sich an der Basis ihrer fadenförmigen Fühler. Der Fuß ist kurz und dick.
Wie andere Vorderkiemerschnecken sind die Froschschnecken getrenntgeschlechtlich. Das Männchen begattet das Weibchen mit einem Penis. Die Eier werden in einer gelartigen Matrix abgelegt und in manchen Fällen von der Mutter mit ihrem Fuß bebrütet. Aus den Eiern schlüpfen frei schwimmende Veliger-Larven, die bis zur Metamorphose zur fertigen Schnecke als Plankton leben.

## Verbreitung und Beispielarten
Die meisten Froschschneckenarten sind im Indopazifik verbreitet, so beispielsweise die bis zu 30 cm große Tutufa bubo und die weniger als halb so groß werdenden Tutufa bufo und Tutufa rubeta, ebenso wie etwa auch Bursa bufonia und Bufonaria rana. Andere Arten treten sowohl im Indopazifik als auch im westlichen Atlantik und der Karibik auf, darunter Bursa granularis und Bursa rhodostoma. Im östlichen Atlantik sind nur zwei Arten belegt, von denen Aspa marginata nur westlich der Straße von Gibraltar lebt und Bursa scrobilator die einzige Art der Familie ist, die auch im Mittelmeer vorkommt.

## Lebensweise
Froschschnecken leben räuberisch vor allem von Vielborstern und Spritzwürmern, die sie mit saurem Speichel aus ihrer ausfahrbaren, distal abgeflachten Proboscis lähmen, von Seescheiden und Stachelhäutern, darunter Seeigeln, Haarsternen und Schlangensternen, aber auch von Aas.

## Systematik
Millard (1997) und Riedel (2000) stellen die Familie Bursidae in die Überfamilie Cassoidea.
Zur Familie Bursidae werden folgende Gattungen gezählt:
- Aspa H. Adams & A. Adams, 1853
- Bufonaria  Schumacher, 1817
- Bursa Röding, 1798
- Bursina  Oyama 1964  [8]
- Crossata Jousseaume, 1881
- Marsupina  Dall, 1904
- Tutufa Jousseaume, 1881